# Sergio Sollima
Sergio Sollima, född 17 april 1921 i Rom, död 1 juli 2015 i samma stad, var en italiensk filmregissör och manusförfattare.

## Filmografi i urval
- 1962 – Har du lust får du lov (regi)
- 1966 – Vår man i Tanger - operation blodigt uppdrag (regi)
- 1967 – En blodig kniv - ett dödande skott (manus och regi)
- 1968 – Mannen med kastknivarna (regi)
- 1970 – Den brutala staden (manus och regi)
- 1972 – Il diavollo nel cervello (regi)
- 1973 – Revolver (regi)
- 1976 – Den svarte hämnaren (manus och regi)